# Jean Foy-Vaillant
Pour les articles homonymes, voir Foy et Vaillant.
Jean Foy-Vaillant, né le 24 mai 1632 à Beauvais et mort le 23 octobre 1706 à Paris, est un numismate français.

## Biographie
Né à Beauvais, fils de Jean Foy et de Françoise de La Croix, neveu du juriste Clément Vaillant, il est adopté jeune par son grand-oncle maternel, à la suite du décès de son père. Il est apparenté aux Foy de Beauvais, l'une des premières familles de la ville, à qui elle donna plusieurs maires. Son éducation assurée par son oncle, il suit de brillantes études au collège de Beauvais, termine sa philosophie à l'âge de quatorze ans et est reçu avocat au Parlement de Paris à celui de dix-sept ans. Destiné à succéder à son oncle dans sa charge de procureur général fiscal près de l'évêché et comté de Beauvais, il choisit cependant de suivre des études de médecine et est reçu docteur en médecine à vingt-trois ans, sans exercer par la suite.
Alors qu'il était à Beauvais, un paysan trouva un trésor de monnaies romaines qu'il lui apporta: ces monnaies furent partagées entre plusieurs amis. Ce premier contact avec ce qui devint plus tard sa passion ne semble pas avoir eu d'effets immédiats.
Il épouse en premières noces Antoinette Adrien (ou Adrian), fille de l'avocat Pierre Adrien et d'Antoinette Le Boucher, et petites-filles du jurisconsulte et poète Raoul Adrien. En 1662, après le décès de sa première épouse, il s'enfuit à Rome avec sa belle-sœur Louise Adrien pour obtenir une dispense pontificale et pouvoir l'épouser. C'est alors qu'il découvre l'Antiquité romaine. Il devint l'élève de Francesco Cameli, antiquaire de la reine Christine de Suède, qui l'initie à la numismatique. Il rencontra alors Pierre Seguin qui possédait un riche cabinet de médailles, envoyé par le rou Louis XIV pour acheter des monnaies pour sa collection. Séguin lui présenta deux autres numismates, le premier président Lamoignon et le procureur général Harlay. Il est également présenté au gardien du Médailler du roi, Pierre de Carcavi, qui le mit en relations avec Colbert.

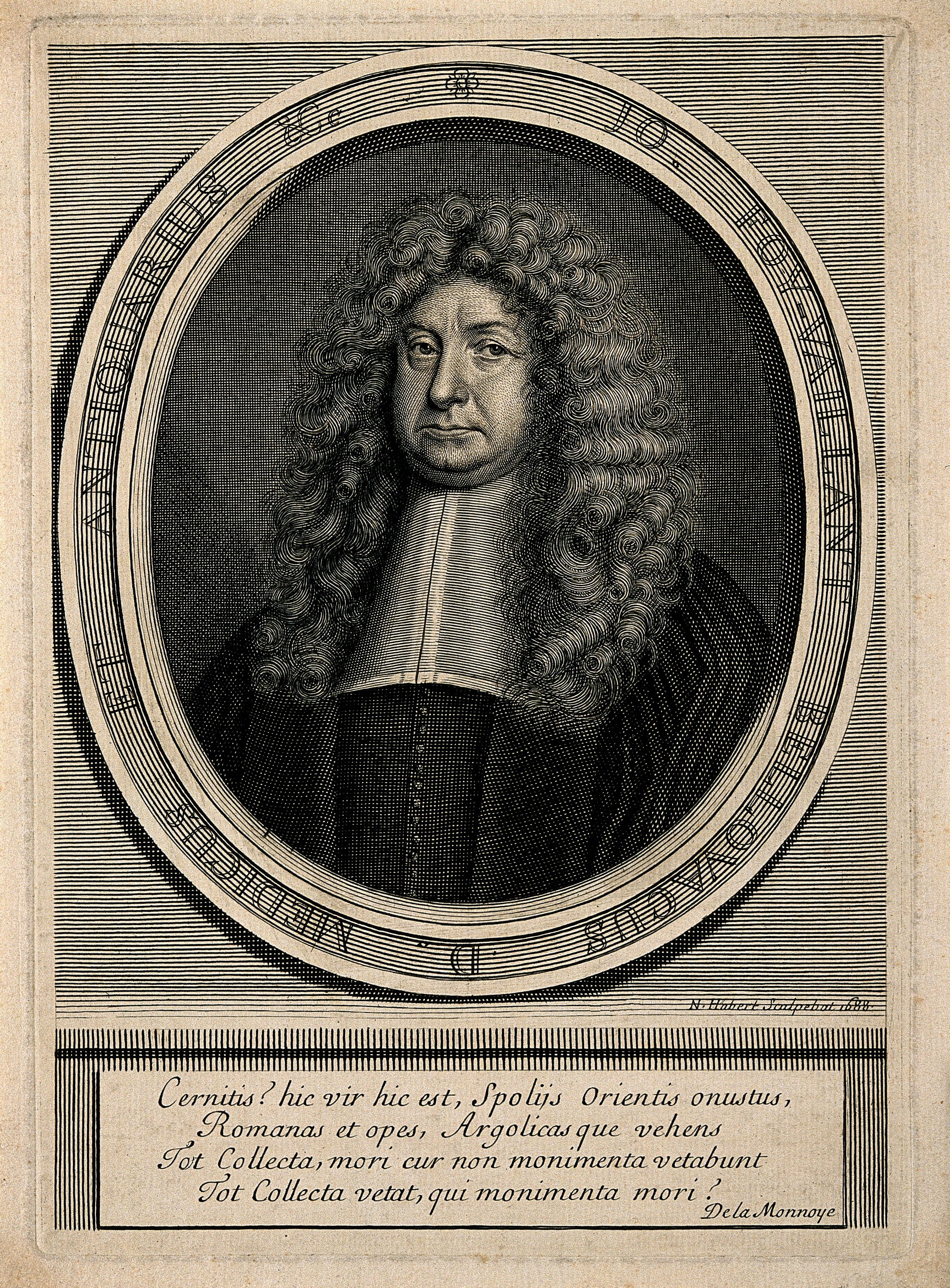
Jean Foy-Vaillant, par Nicolas Habert (1688).

Remarqué pour son érudition, il fait plusieurs voyages aux frais de Louis XIV en Italie, en Sicile, en Grèce, en Égypte, en Perse, en Hollande et en Angleterre, et rapporte de précieuses récoltes numismatiques, qui ont contribué à faire rapidement du Cabinet des médailles du roi le premier d'Europe. En 1670, il est à Rome et rencontre le dessinateur Guillaume-Joseph Grelot avec qui il part pour Smyrne.
Ses périples ne se font pas sans de graves dangers : pris par les barbaresques à son second voyage en 1674, il passe quatre mois et demi en esclavage, ne retrouvant sa liberté que sur intervention du dey d'Alger. Menacé d'être capturé une seconde fois, il se résout à avaler sa précieuse cargaison de monnaies d'or antiques.
Attaché au Cabinet des médailles du duc du Maine, il est nommé sur intervention de Louvois au Cabinet des médailles du roi en 1684 avec pour mission de le mettre en ordre et d'en dresser le catalogue.
Il est nommé à l'Académie des inscriptions dès la création officielle en juillet 1701. 
De son premier mariage, il a trois filles, dont l'une mariée à Toussaint Leullier, avocat au parlement et procureur fiscal du comté de Beauvais. Ses deux autres filles deviennent religieuses.
De sa seconde épouse, il a Jean-François Foy-Vaillant (1665-1708), qui suit les traces de son père et est admis également à l'Académie des inscriptions. Ses autres fils suivirent la carrière des armes.

## Œuvres
On lui doit, entre autres : 

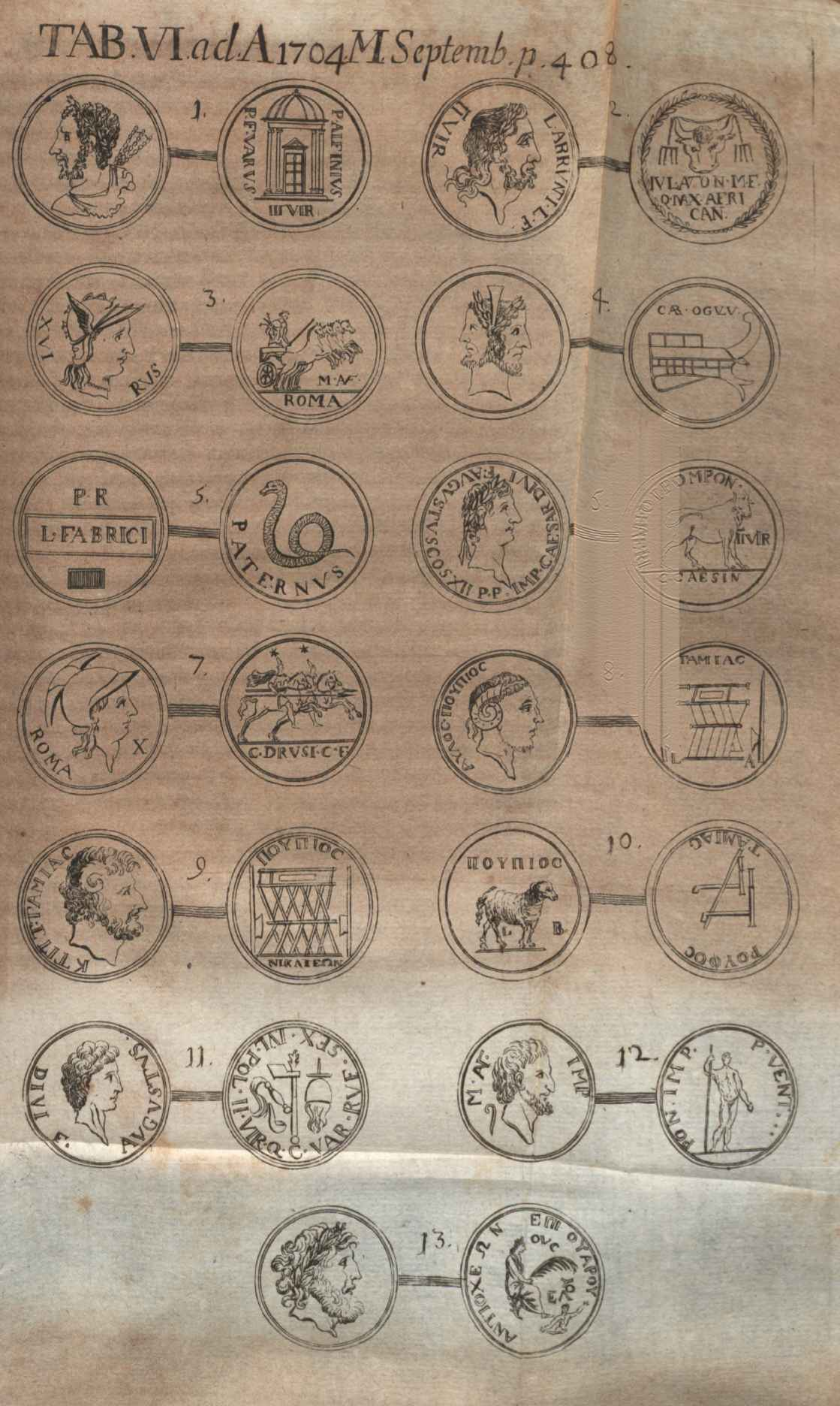
Illustration à l'article Nummi antiqui familiarum romanarum publiée dans les Acta Eruditorum de 1704

- Numismata imperatorum Romanorum, 1674 ;
- Seleucidarum imperium, sive historia regum Syriae, Paris, 1681 (sur les monnaies séleucides) ;
- Historia Ptolemoerum Egypti regum, ad fidem numismatum accommodata, Amsterdam, 1701 (sur les monnaies ptolémaïques) ;
- L'Histoire de l'Empire Parthe illustrée par la numismatique, achevée et publiée par Charles de Valois de La Mare ;
- d'autres ouvrages sur les monnaies coloniales romaines ou sur les monnaies Parthes.

## Sources
- Jean-Joseph Expilly, Dictionnaire géographique, historique et politique des Gaules et de la France : A - B, Volume 1, 1762
- John-Théodore Dupont-White, « Notice sur Foy-Vaillant, célèbre antiquaire, né à Beauvais », 1843
- « Encyclopédie Brockhaus et Efron », 1890-1907
- Pascal Desaint, « Sur les pas de Jean-Foy Vaillant », in Mémoires de la Société Académique d'archéologie, sciences et arts du département de l'Oise, Tome XXXV (2008). - 46 p.
- Victor Leblond, « Don à l'Académie d'un manuscrit de Jean Foy-Vaillant, Relation du voyage qu'il fit en Perse en 1679 », Comptes rendus des séances de l'Académie des inscriptions et belles-lettres, 1927, 71-1, pp. 11-17